# Строитель (футбольный клуб, Канск)
Строитель — советский футбольный клуб из Канска. Основан не позднее 1948 года.

## Названия
- 1969—1970 — «Урожай»;
- 1970 — «Строитель».

## Достижения
- 11 место (в зональном турнире РСФСР класса «Б» 1969 год).